# Zusammenschluss belgischer Gemeinden
Am 1. Januar 1977 wurden viele belgische Gemeinden zu neuen, größeren Gemeinden zusammengeschlossen. Die Gesamtzahl der belgischen Gemeinden verringerte sich durch diese Gemeindegebietsreform von 2359 auf 596. Durch die Neugliederung im Bereich der Stadt Antwerpen, die am 1. Januar 1983 in Kraft trat, wurde die Anzahl von 589 erreicht. Nach den Fusionen zum 1. Januar 2019 gab es noch 581 Gemeinden, seit dem 1. Januar 2025 sind es nur noch 565.

## Vorgeschichte
1831 gab es in Belgien insgesamt 2739 Gemeinden. Diese Gemeindeanzahl blieb mehr oder weniger bis 1961 konstant. In diesem Jahr wurde beschlossen, die Anzahl der Gemeinden deutlich zu reduzieren. Die Gemeindezusammenschlüsse fanden zunächst in den Jahren 1964, 1969 und 1970 statt. Insgesamt wurden mehr als 300 Gemeinden in andere Gemeinden eingefügt oder mit anderen zu neuen Gemeinden zusammengeschlossen.
1961 gab es 2663 Gemeinden. 1965 gab es noch 2586 und 1971 schließlich 2359 Gemeinden.

## Zusammenschlüsse 1977
Lucien Harmegnies, Innenminister der Regierung G. Eyskens IV (1968 bis 1972), bereitete die großmaßstäbliche Neugliederung der belgischen Gemeinden vor, die schließlich am 1. Januar 1977 in Kraft treten sollte. Joseph Michel, Innenminister der Regierung Tindemans I vollendete das Projekt. Am 6. Oktober 1975 wurden die Neugliederungspläne veröffentlicht. Vor allem kleinere Gemeinden fühlten sich durch die Pläne im Stich gelassen. Das Gesetz zur Neugliederung der belgischen Gemeinden wurde jedoch am 30. Dezember 1975 vom Parlament verabschiedet. Die Regelungen konnten mit Ausnahme der Eingemeindungen in die Stadt Antwerpen Anfang 1977 in Kraft treten. Wegen der Sprachenprobleme konnten zwei sehr kleine Gemeinden ihre Selbstständigkeit behalten: Herstappe in der Provinz Limburg und Mesen in der Provinz Westflandern.

## Antwerpen
Das Gesetz zur Fusion der Gemeinden im Bereich Antwerpen trat erst am 1. Januar 1983 in Kraft. Die nach Antwerpen eingegliederten Gemeinden wurden als Distrikte bezeichnet und erhielten Verwaltungsaufgaben innerhalb der Großgemeinde Antwerpen. Durch den Zusammenschluss von Antwerpen mit den bisherigen Randgemeinden Berchem, Borgerhout, Deurne, Ekeren, Hoboken, Merksem und Wilrijk sank die Gesamtzahl der belgischen Gemeinden auf 589. Am 1. Januar 2025 wurde die Gemeinde Borsbeek als 10. Stadtbezirk nach Antwerpen eingemeindet.

## Zusammenschlüsse 2019
Zum 1. Januar 2019 kam es zu folgenden Fusionen:
- Provinz Antwerpen:
  - Puurs und Sint-Amands zu Puurs-Sint-Amands
- Provinz Limburg:
  - Meeuwen-Gruitrode und Opglabbeek zu Oudsbergen
  - Neerpelt und Overpelt zu Pelt
- Provinz Ostflandern:
  - Kruishoutem und Zingem zu Kruisem
  - Aalter und Knesselare zu einer neuen Gemeinde Aalter
  - Deinze und Nevele zu Deinze
  - Lovendegem, Waarschoot und Zomergem zu Lievegem

## Zusammenschlüsse 2024/25
Zum 2. Dezember 2024 (Bastogne) bzw. zum 1. Januar 2025 (alle anderen) kam es zu folgenden Fusionen:
- Provinz Antwerpen:
  - Borsbeek zu Antwerpen
- Provinz Antwerpen/Provinz Ostflandern:
  - Beveren, Kruibeke (beide Provinz Ostflandern) und Zwijndrecht (Provinz Antwerpen) zu Beveren-Kruibeke-Zwijndrecht (Provinz Ostflandern)
- Provinz Flämisch-Brabant:
  - Galmaarden, Gooik und Herne zu Pajottegem
- Provinz Limburg:
  - Bilzen und Hoeselt zu Bilzen-Hoeselt
  - Borgloon und Tongern zu Tongeren-Borgloon
  - Ham und Tessenderlo zu Tessenderlo-Ham
  - Hasselt und Kortessem zu Hasselt
- Provinz Luxemburg:
  - Bastogne und Bertogne zu Bastogne
- Provinz Ostflandern:
  - De Pinte und Nazareth zu Nazareth-De Pinte
  - Lochristi und Wachtebeke zu Lochristi
  - Lokeren und Moerbeke zu Lokeren
  - Merelbeke und Melle zu Merelbeke-Melle
- Provinz Westflandern:
  - Meulebeke und Tielt zu Tielt
  - Ruiselede und Wingene zu Wingene

## Heutige Situation
Seit Anfang 2025 gibt noch 565 Gemeinden. Sie verteilen sich auf die Regionen wie folgt:
- 285 Gemeinden gehören der Region Flandern an;
- 261 Gemeinden gehören der Region Wallonien an; davon gehören 9 Gemeinden zur Deutschsprachigen Gemeinschaft;
- 19 Gemeinden gehören der Region Brüssel-Hauptstadt an.

## Zusammenschlüsse in der Zukunft
Es gab und gibt weiterhin Bestrebungen, die oft recht kleinen Gemeinden zu neueren, leistungsfähigeren Gemeinden zusammenzuschließen. Ein gesamtstaatliches Vorhaben ist aber nicht mehr möglich, da die Gemeindegliederung den jeweiligen Regionen bzw. für den Bereich der Deutschsprachigen Gemeinschaft dieser obliegt.
In Brüssel wird schon seit längerer Zeit überlegt, aus den bestehenden 19 Gemeinden nur eine einzige Gemeinde (mit Stadtbezirken) oder wenigstens nur noch sechs Gemeinden zu bilden.

## Nachweise
1. ↑  NIS-codes van de nieuwe gemeenten door fusies van 02/12/2024 en 01/01/2025, StatBel, Geografische indeling, abgerufen am 5. Januar 2025